# Sapogne-et-Feuchères
 Sapogne-et-Feuchères  là một xã ở tỉnh Ardennes, thuộc vùng Grand Est ở phía bắc nước Pháp.